# Kråmyrastadion

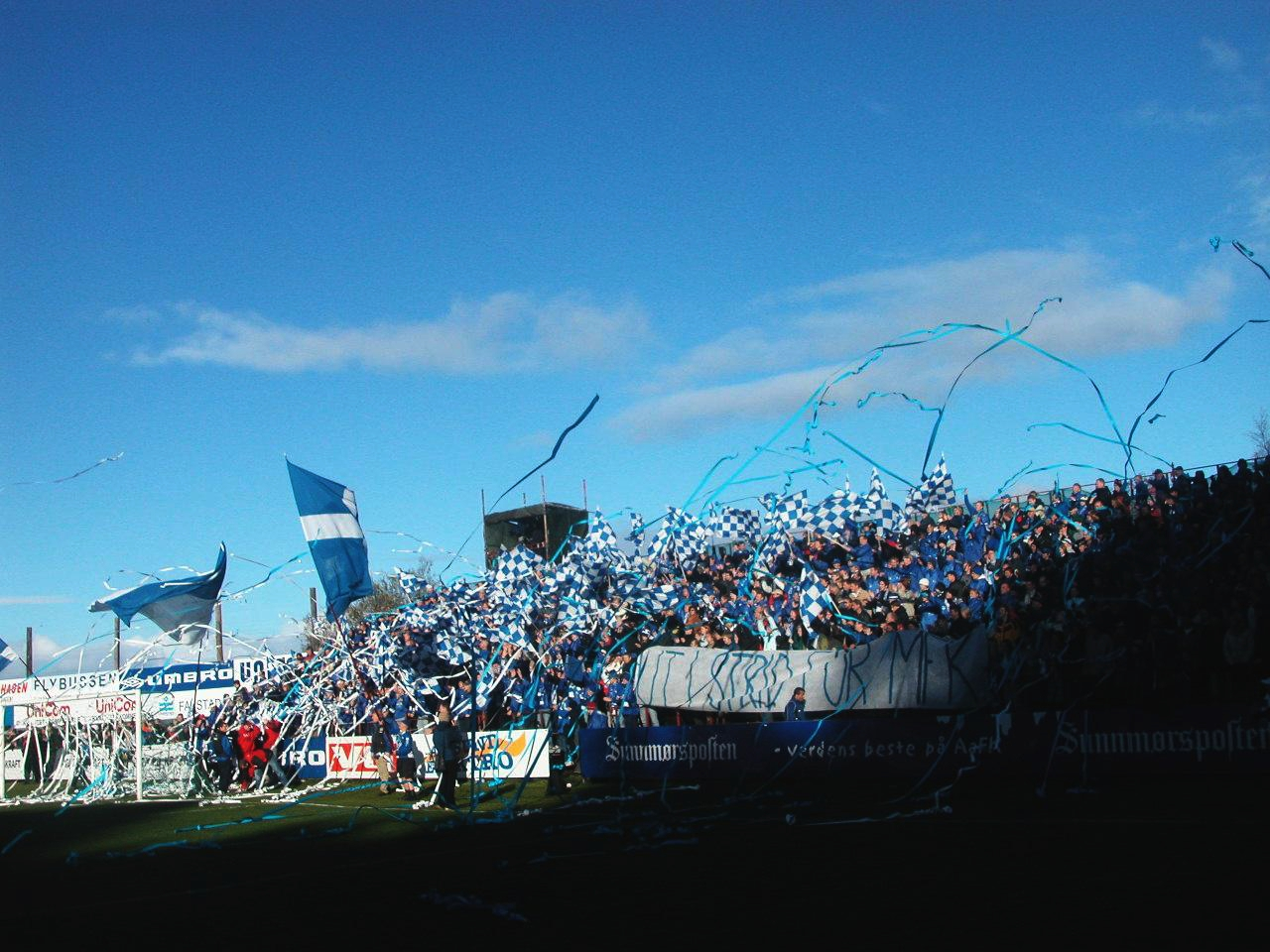
Fans op de tribune van het Kråmyrastadion

Het Kråmyrastadion is een stadion in de Noorse stad Ålesund. Het was tot 2005 de thuisbasis van de voetbalclub Aalesunds FK. In dat jaar verhuisde de club naar het Color Linestadion. Het stadion had een capaciteit van 11.000 toeschouwers.